# RAF Bentley Priory

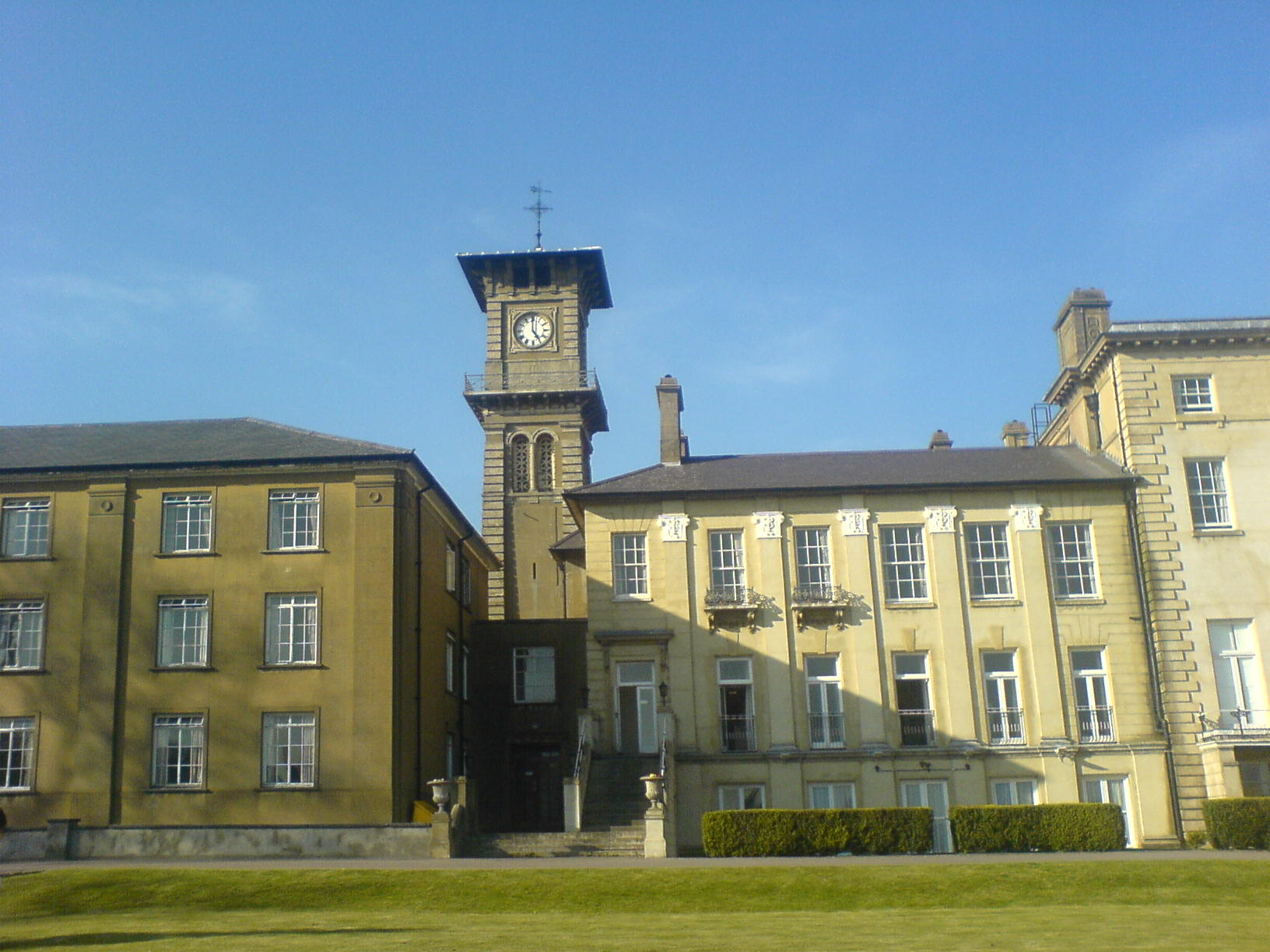
Die Offiziersmesse, heute ein Museum

RAF Bentley Priory ist ein ehemaliger Stützpunkt der Royal Air Force in Stanmore im London Borough of Harrow im Norden von Greater London. Er wurde von 1926 bis 2008 genutzt und anschließend in ein Museum umgewandelt. Seinen Namen erhielt er von dem früheren mittelalterlichen Konvent Bentley Priory, auf dessen Gelände nach der Auflösung der englischen Klöster im 16. Jahrhundert ein Herrenhaus errichtet worden war. Bekannt wurde der Stützpunkt vor allem als Hauptquartier des RAF Fighter Command während des Zweiten Weltkriegs. Er liegt zwischen Finchley und Edgware ca. 18 km nordwestlich von Charing Cross.

## Geschichte
Das im 18. Jahrhundert vom Architekten John Soane entworfene Gebäude wurde 1788 als Herrenhaus vom 9. Earl of Abercorn erworben und diente unter anderem als Alterssitz der Königinwitwe Adelheid von Sachsen-Meiningen sowie später als Hotel und als Mädchenschule. Im Jahre 1926 wurde das Haus vom britischen Air Ministry erworben, das hier in der Folge das Hauptquartier HQ, Inland Area, den Vorläufer des RAF Training Command, betrieb. Das im Mai 1936 auf RAF Uxbridge gegründete RAF Fighter Command unter Hugh Dowding bezog im Juli desselben Jahres hier seinen Sitz, außerdem das Stabsquartier des diesem unterstellten Royal Observer Corps.

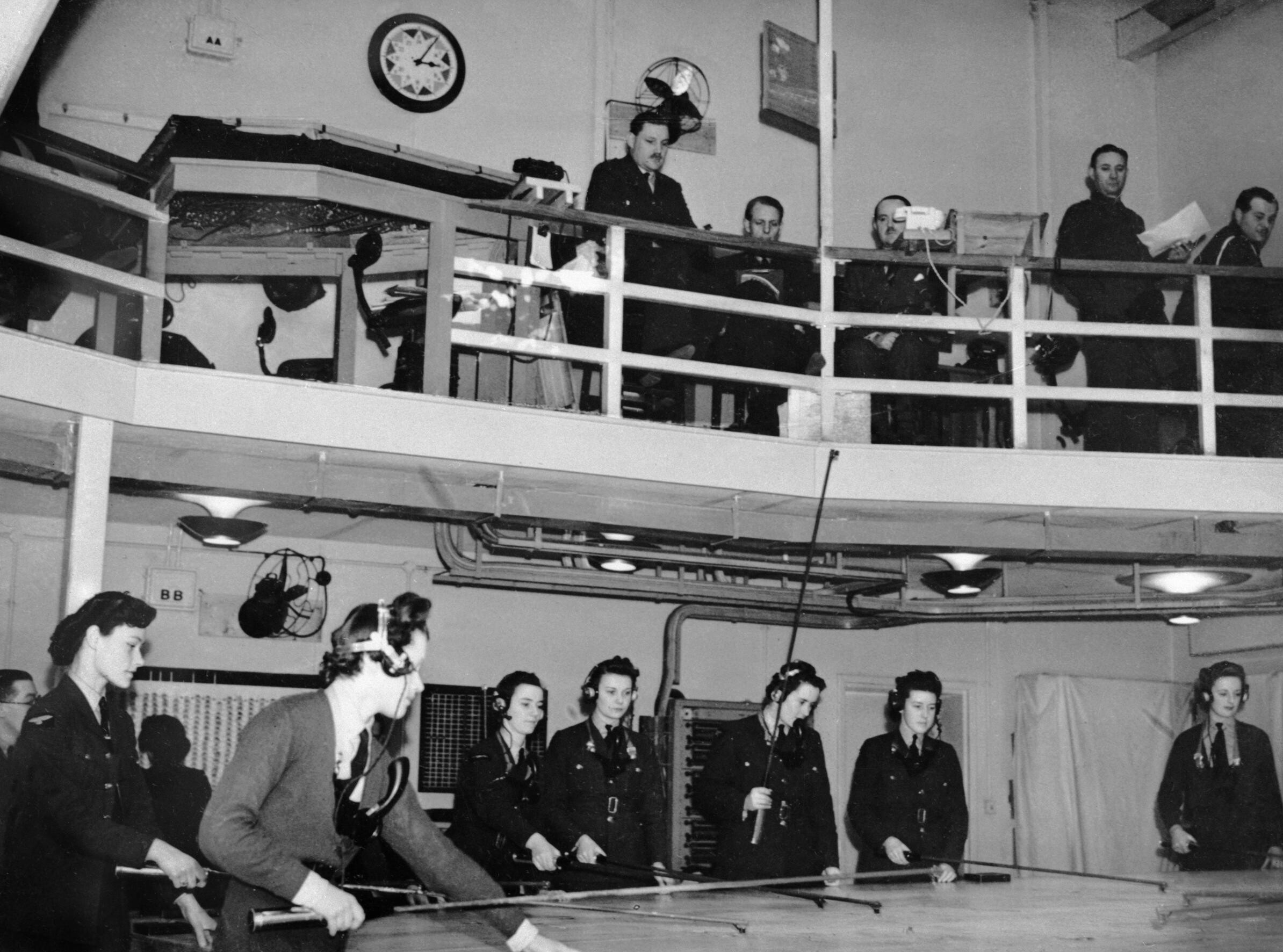
Der unterirdische Operations Room während des Zweiten Weltkriegs

Aufgrund der drohenden Kriegsgefahr wurde im Januar 1939 mit der Errichtung eines unterirdischen Kommandobunkers begonnen, der im März 1940 bezogen werden konnte. Während des Zweiten Weltkriegs und insbesondere während der Luftschlacht um England 1940 liefen hier alle Informationen der Radaranlagen des Dowding-Systems (Chain Home) sowie der Beobachtungen des Royal Observer Corps zusammen, um im sogenannten Filter Room zunächst ausgesiebt und dann an den Operations Room weitergeleitet zu werden, der auf Basis der so gewonnenen Lage Befehle für die einzelnen Jagdgeschwader des Fighter Command formulierte.
In den späteren Kriegsjahren befanden sich auf dem Stützpunkt auch das Hauptquartier der Allied Expeditionary Air Forces (November 1943 bis Oktober 1944) sowie das rückwärtige Hauptquartier des Supreme Headquarters Allied Expeditionary Force (Oktober 1944 bis Februar 1945). In diesen Jahren wurde in der Nähe auch ein kleines Flugfeld gebaut, um Besuche durch Stabsmitarbeiter und Kommandeure zu erleichtern.
Der Stützpunkt blieb bis zur Zusammenlegung des Fighter Command mit dem Bomber Command zum RAF Strike Command 1968 Hauptquartier des ersteren. Anschließend diente Bentley Priory noch bis 1996 als Hauptquartier der No. 11 Group RAF. Nach der Zentralisierung aller Geschwaderhauptquartiere in RAF High Wycombe diente es noch als Ausweichquartier des Air Defence Operations Centre, bis der Stützpunkt am 31. Mai 2008 geschlossen wurde. Alle noch hier stationierten Einheiten wurden nach RAF Northolt transferiert.

## Museum

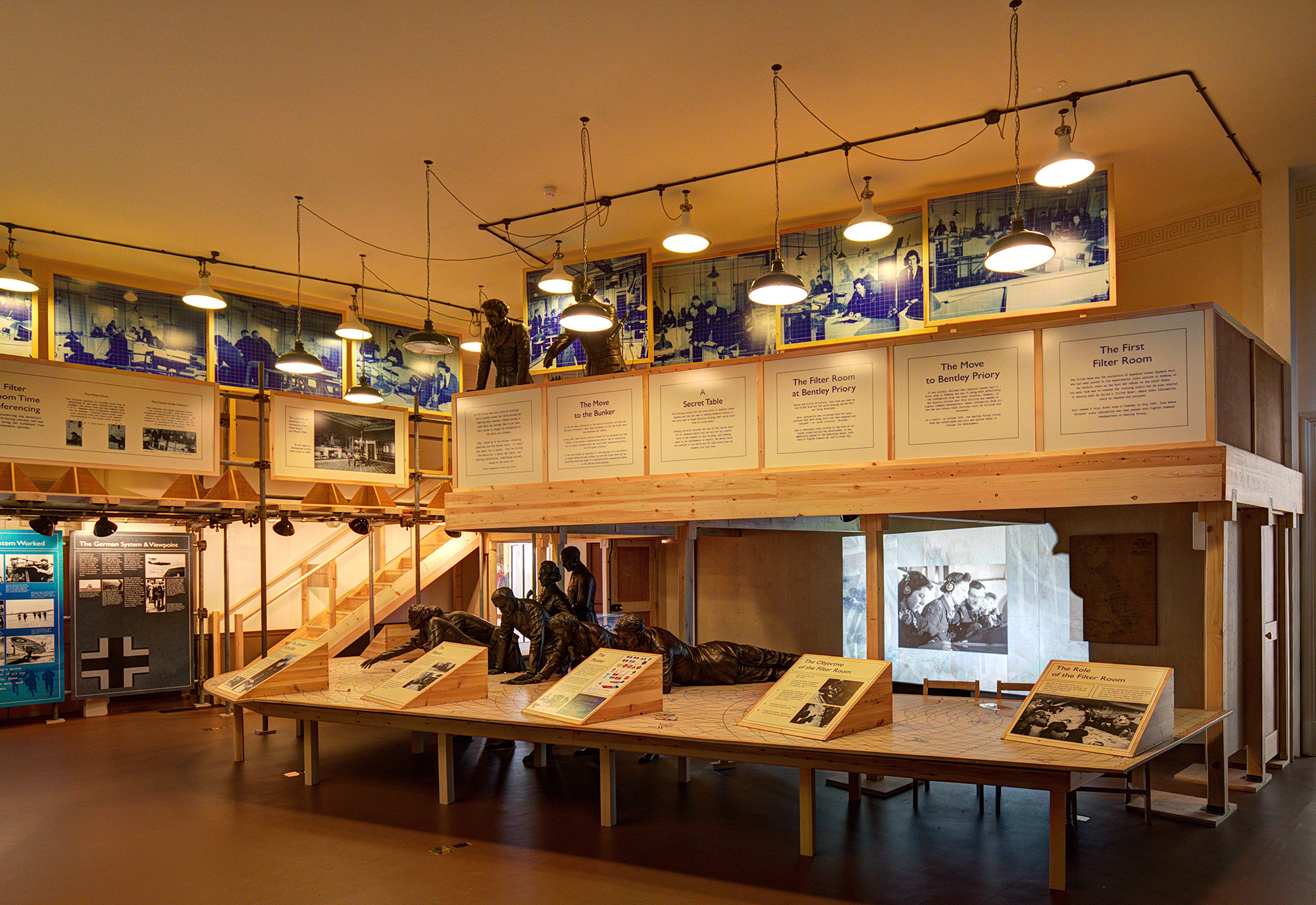
Exponate im ehemaligen Filter Room

Die frühere Offiziersmesse wurde im September 2013 nach einer mehrjährigen Spendenkampagne von Prinz Charles und Herzogin Camilla als Bentley Priory Museum eröffnet. Darin sind unter anderem das originalgetreu erhaltene Büro von Hugh Dowding sowie weitere ehemalige Büroräume zu besichtigen. Zu den ausgestellten Exponaten gehören Trophäen, die die Briten von den Deutschen erbeutet hatten, wie z. B. eine Büste Hermann Görings oder ein am D-Day 1944 in der Normandie erbeutetes Fernglas. Ferner sind mehrere Gemälde zu besichtigen, darunter von Königin Elisabeth II. als junge Frau sowie ihres Gemahls Prinz Philip, von König Georg VI. und der verstorbenen Königinmutter Elizabeth Bowes-Lyon. Ergänzt wird die Ausstellung von Porträts und Skizzen zahlreicher Piloten der Battle of Britain.
Der unterirdische Bunker war schlecht erhalten und wurde zugeschüttet.